# آرنولد پرسبرگر
آرنولد پرسبرگر (آلمانی: Arnold Pressburger؛ ‏ ۲۷ اوت ۱۸۸۵ – ۱۷ فوریهٔ ۱۹۵۱) تهیه‌کننده فیلم اهل اتریش بود.
از فیلم‌هایی که وی در آن‌ها نقش داشته است، می‌توان به بهمن، دانتون، شهر ترانه، شهر آوازه‌خوانی، قلبم تو را می‌خواند (نسخهٔ فرانسوی)، قلبم تو را می‌خواند (نسخهٔ آلمانی)، ژست شانگهای، جلادان هم می‌میرند، قلبم ندا می‌دهد، سرزمین بی زن، دخترخالهٔ ورشویی من، شراره آسمانی و یک رسوایی در پاریس اشاره نمود.